# عبد الله السلمان
المخرج والممثل عبد الله السلمان صاحب قناة فلاش، يعتبر من مؤسسين أول القنوات الكويتية الخاصة في العام 2004م.
عبد الله السلمان من الكويت أخرج مجموعة من المسلسات الكويتية التي يغلب عليها طابع الأكشن مثل :
اثنان على الطريق1997م ، الخطر معهم الجزء الأول والثاني والثالث ، فيلم منتصف الليل 2004م.
ومن المسلسات الأخرى القضبان وخذ وخل  ومخلط 90  وصالح تحت التدريب  وإلى من يهمه الأمر 
ومن المسرحيات : الحكومة أبخص  نبيك تفوز طيور الجوارح  باي باي ياعرب  كما له فيلم لا ثمن للوطن 
له مجموعة من البرامج والمسلسات في قناته فلاش مثل :
الحروف على النقاط، الخطوط المتعرجه، ساحة الإرادة، قابل من خلالها مجموعة من النواب في مجلس الأمة الكويتي ومجموعة من المرشحين في أعوام 2006م و2008م و 2009م.
في مسلسلات الاكشن التي أداها حرص على أن يكون فيها الممثل محمد خورشيد والذي خصص له برنامج (بيني وبينكم) والذي قدمه للجمهور للمرة الأولى باسم بوخرشد عام 2009م إلا أن قناة فلاش لم تستمر اليوم باسمها القديم ففي عام 2010م توقفت عن البث وعادت تحت اسم (ساحل).
من الأعمال البارزة التي قام عبد الله السلمان بها وكان صاحب السبق تقديمه لاعلانات المرشحين لأول مرة في الكويت ومن خلالها كان الرائد في إعلانات مجلس الأمة.
صور واخرج برامج كاميرا خفية منها أول برنامج رعب كويتي.

## مسلسلات الخطر معهم الجزء 4
- 1983 - فتى الاحلام.
- 1983 - الاسوار.
- 1983 - امرأه ضد الرجال.
- 1983 - قف.
- 1984 - رحلة العمر.
- 1984 - الغرباء كامل الاوصاف.
- 1985 - زواج بدون رصيد.
- 1985 - ابو صالح يريد حلا.
- 1985 - القضبان.
- 1986 - الى من يهمه الامر.
- 1987 - ابو الفلوس.
- 1989 - خذ وخل.
- 1990 - مخلط 90.
- 1994 - عيال قرية.
- 1999 - القرميد.
- 2000 - الخطر معهم 1.
- 2002 - الخطر معهم 2.
- 2003 - الخطر معهم 3.

## مسرحيات
- 1978 - نوره.
- 1981 - قاضي الفريج.
- 1982 - خروف نيام نيام.
- 1983 - الدينار.
- 1984 - فرحة الامة.
- 1985 - رحلة حنظلة.
- 1986 - باي باي عرب.
- 1987 - شمس الشموس.

## سهرات تلفزيونية
- 1983 - خلود.
- 1991 - لا ثمن للوطن.
- 1993 - محطة جاكليت.

## أفلام
- 1993 - ليلة القبض على الوزير.
- 2004 - منتصف الليل.
- 2015 - التجارة شطارة.
- 2016 - مع الخطر.
- 2018 - دوائر الخطر.
- 2019 - اطلع من مزاجي.

## فوازير
- 1989 - مسابقات رمضان ستوب قف هوب.

## برامج
- 1991 - الكاميرا المخشوشة.